# Vật dị thường biển Baltic

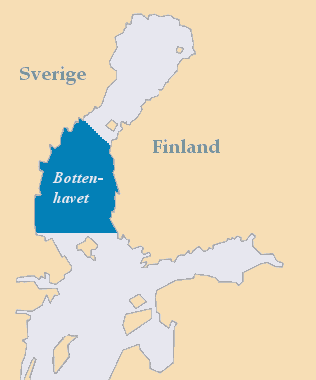
Biển Bothnia (màu xanh đậm) chính là nơi đội thợ lặn "Ocean X" phát hiện vật thể dị thường này.

Vật dị thường biển Baltic liên quan đến việc giải thích hình ảnh sonar không rõ ràng của Peter Lindberg, Dennis Åsberg và đội thợ lặn "Ocean X" của họ ở Thụy Điển trong khi đang săn tìm kho báu dưới đáy biển Baltic ngay vùng trung tâm biển Bothnia vào tháng 6 năm 2011. Nhóm nghiên cứu cho biết hình ảnh sonar của họ thể hiện một vật thể có đặc điểm dị thường dường như có nguồn gốc phi tự nhiên, khiến cho vụ việc được đăng trên các tờ báo lá cải cho rằng vật thể đó chính là một UFO chìm. Sự đồng thuận của các chuyên gia và các nhà khoa học cho rằng, hình ảnh này có thể cho thấy sự hình thành địa chất tự nhiên.

## Lịch sử
"Nhóm Ocean X" có trụ sở ở Thụy Điển đã mô tả họ là những nhà săn tìm kho báu và vận hành cứu hộ chuyên về các cuộc tìm kiếm dưới nước để lùng cho ra các đồ uống có cồn cao cấp cổ xưa và những di vật lịch sử". Theo lời nhóm này cho biết, họ đã quay trở lại từ một cuộc thám hiểm ở vùng biển Baltic giữa Thụy Điển và Phần Lan bằng một hình ảnh sonar "mờ nhạt nhưng thú vị" lúc đang tìm kiếm một vụ đắm tàu cũ vào mùa hè năm 2011. Họ đã tuyên bố hình ảnh của họ cho thấy một vật thể hình tròn có đường kính 60 mét (200 ft) với những đặc điểm giống như dốc, cầu thang và các cấu trúc khác không phải do thiên nhiên tạo ra. Cả nhóm đã quay lại địa điểm này vào năm sau nhằm chụp cho được hình ảnh rõ ràng hơn, nhưng tuyên bố ""sự can thiệp bằng điện bí ẩn" đã ngăn cản họ. Theo một bài báo đăng trên tờ báo lá cải của Anh Daily Mail vào tháng 6 năm 2012, một số minh hoạ tưởng tượng tương tự như hình ảnh dưới nước hoặc ảnh scan độ phân giải cao, cùng với tin đồn rằng vật thể này có thể là "một chiếc UFO, một cánh cổng dẫn vào một thế giới khác, hoặc một Stonehenge dưới nước".
Các mẫu đá bị nghi là được phục hồi tại khu vực của Ocean X đã được trao lại cho Volker Brüchert, phó giáo sư địa chất tại Đại học Stockholm. Những phân tích các mẫu đá của Brüchert cho thấy hầu hết đều là granit, gneisses và đá cát. Trong số các mẫu này còn có một khối đá bazan (đá núi lửa) rời, nằm ngoài đáy biển, nhưng không phải bất thường. "Vì toàn bộ vùng Baltic phía Bắc chịu ảnh hưởng nặng nề của các quá trình tan băng, cả các đặc trưng và các mẫu đá có thể sẽ hình thành liên quan đến quá trình thời đại băng hà và hậu băng hà. [...] Có lẽ những tảng đá này được các dòng sông băng dịch chuyển tới đó," Brüchert giải thích. Các nhà địa chất Thụy Điển Fredrik Klingberg và Martin Jakobsson nói rằng thành phần hoá học của các mẫu đá được cung cấp tương tự như những kết tiết không phổ biến ở đáy đại dương, và các vật liệu tìm thấy, bao gồm cả limonite và goethite, thực sự có thể được hình thành bởi bản chất tự nhiên của chúng.

## Phản ứng

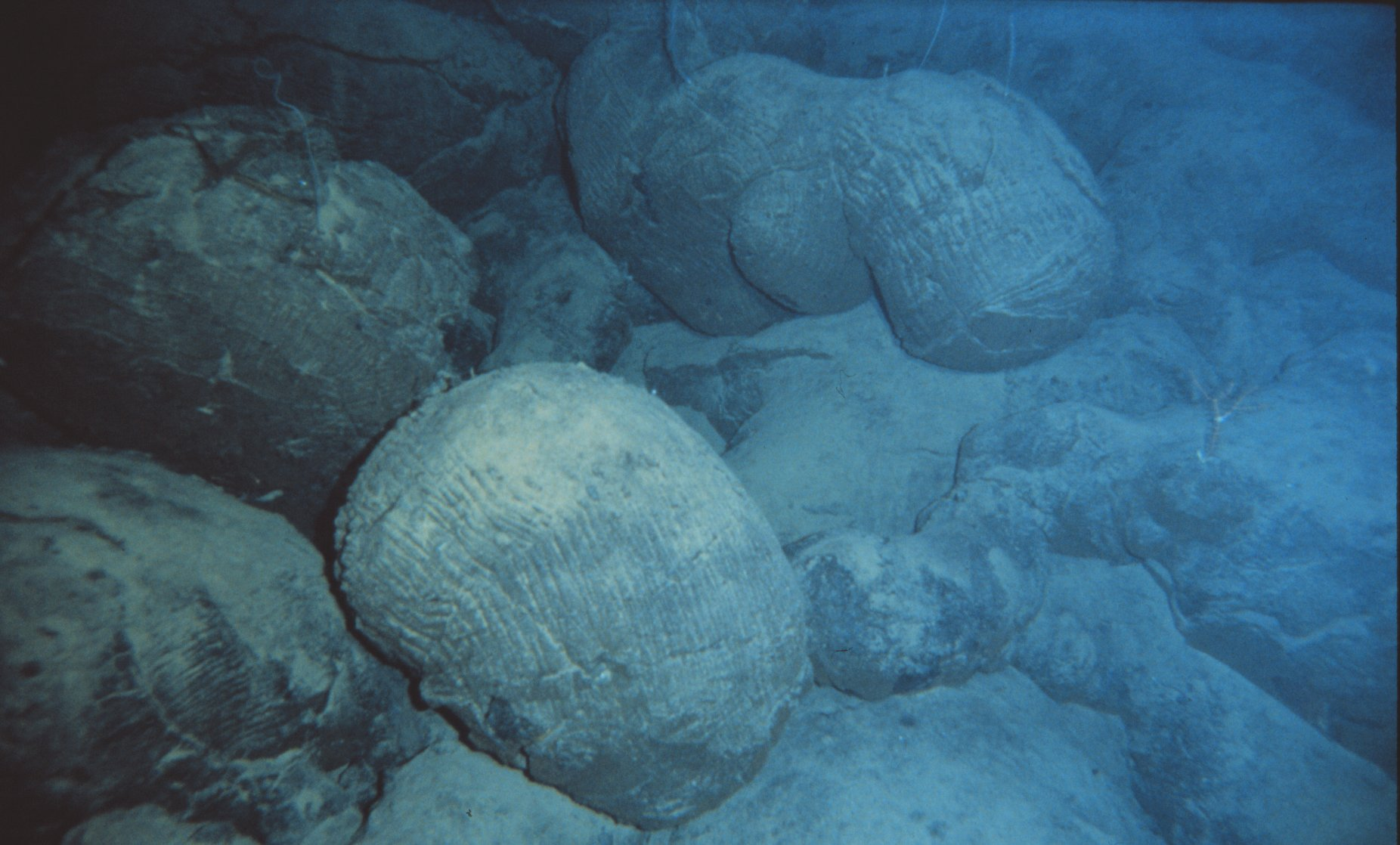
Hình ảnh vật thể có khả năng là loại dung nham dạng gối mới hình thành trên biển ngay bên ngoài Hawaii.

Hình ảnh sonar duy nhất do Ocean X cung cấp đã gây ra những lời chỉ trích từ một số nguồn tin. Hanumant Singh của Viện Hải dương học Woods Hole đã nói rằng khó mà tin tưởng được vì một số biến dạng làm cho nó trở nên "vô ích đối với việc xác định sự hình thành dưới đáy biển". Theo Singh cho biết, sự biến dạng này là do thiết bị sonar không chính xác với giá rẻ được nối dây và hiệu chuẩn không đúng cách. Một báo cáo của MSNBC đã đưa ra ý kiến về những lời giải thích tấm ảnh này là đĩa bay có thể là kết quả của các phác thảo đồ hoạ đề xuất cho tàu vũ trụ hư cấu Millennium Falcon được các tờ báo lá cải vẽ lên hình ảnh sonar.
Nhà khoa học Charles Paull của Viện Nghiên cứu Thủy sinh Vịnh Monterey đã nói với tờ Popular Mechanics rằng hình ảnh của sonar không rõ ràng có nhiều khả năng là một tảng đá lộ ra ngoài, trầm tích chảy xuống từ một tàu đánh bắt cá, hoặc thậm chí là một đàn cá. Paull mô tả câu chuyện này trông "tò mò và vui thú, nhưng chứa đựng rất nhiều điều về cái gì đó."
Phản ứng với bức ảnh của tờ báo Thụy Điển Expressen được Ocean X chụp một cách đầy khả nghi trong quá trình lặn để thu thập mẫu đá, Göran Ekberg, nhà khảo cổ học hàng hải tại bảo tàng Sjöhistoriska (bảo tàng Hàng hải) ở Stockholm nói rằng, "Không thể loại trừ sự hình thành tự nhiên, về mặt địa chất. Tôi đồng ý với phát hiện này trông kỳ lạ vì nó hoàn toàn tròn trịa. Nhưng thiên nhiên đã tạo ra những điều lạ lùng hơn thế này nữa." Martin Jakobsson, giáo sư địa chất biển và địa vật lý tại Đại học Stockholm cũng đã kiểm tra hình ảnh này và nói, "Tôi đoán đó là một vấn đề. một số loại đá sa thạch, nhưng để làm rõ mọi thứ, tôi chỉ nhìn thấy các hình ảnh của phương tiện truyền thông, và tôi cần nhiều tài liệu hơn trước khi đưa ra một tuyên bố chính thức." Các chuyên gia khác cho rằng hình ảnh này có khả năng hiển thị một nhóm các tảng đá có tuổi thọ từ thời kỳ Băng hà, hoặc có thể là bazan dạng gối, moraine hoặc sản phẩm của một lỗ thông hơi nước.
Jonathan Hill thuộc Cơ quan Hàng Không Vũ trụ Sao Hỏa đã thẩm vấn các động cơ liên quan đến thông báo của Ocean X, trong đó có kế hoạch đưa du khách giàu có vào tàu ngầm tham quan khu vực này. Ông được trích dẫn là khi nói "Bất cứ khi nào mọi người đưa ra những lời tuyên bố phi thường, lúc nào cũng nên cân nhắc liệu họ có được lợi ích cá nhân hay không nếu đó là một sự quan sát thực sự khách quan." Ông cũng gợi ý rằng đơn giản là phá vỡ một mảnh và đem ra thử nghiệm địa chất, và nói rằng kết quả kiểm tra cho thấy nó chỉ đơn thuần là đá sẽ không có lợi cho Peter Lindberg.